# 酒匂川橋梁 (御殿場線)
酒匂川橋梁（さかわがわきょうりょう）は、神奈川県足柄上郡山北町の御殿場線山北駅から谷峨駅の間にあり、酒匂川に架かる鉄道橋である。
下流側から第一酒匂川橋梁・第二酒匂川橋梁・第三酒匂川橋梁の3つの鉄道橋があるが、本項では一括して詳述する。

## 概要

### 第一酒匂川橋梁

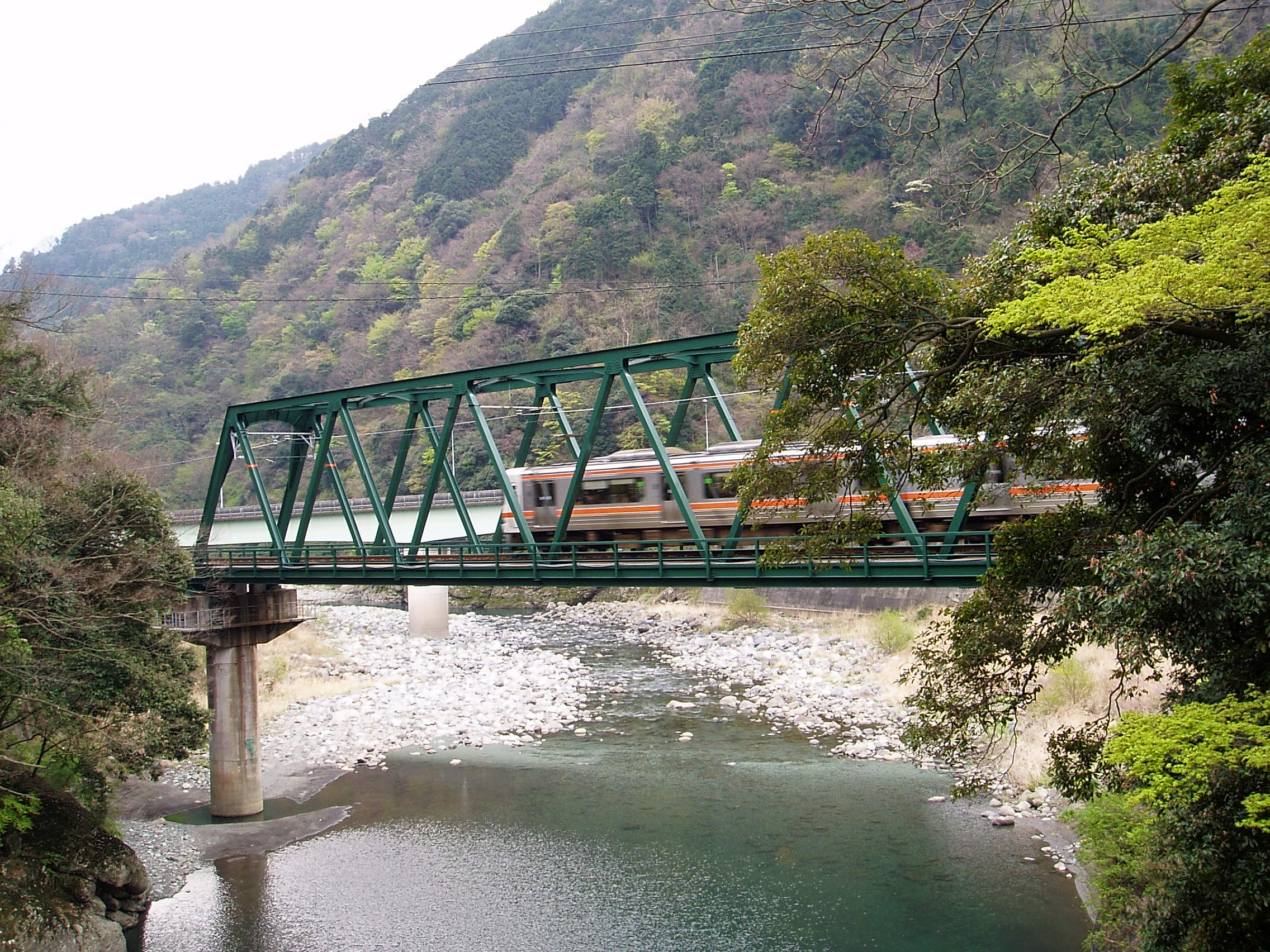
第一酒匂川橋梁（隣接の橋から）

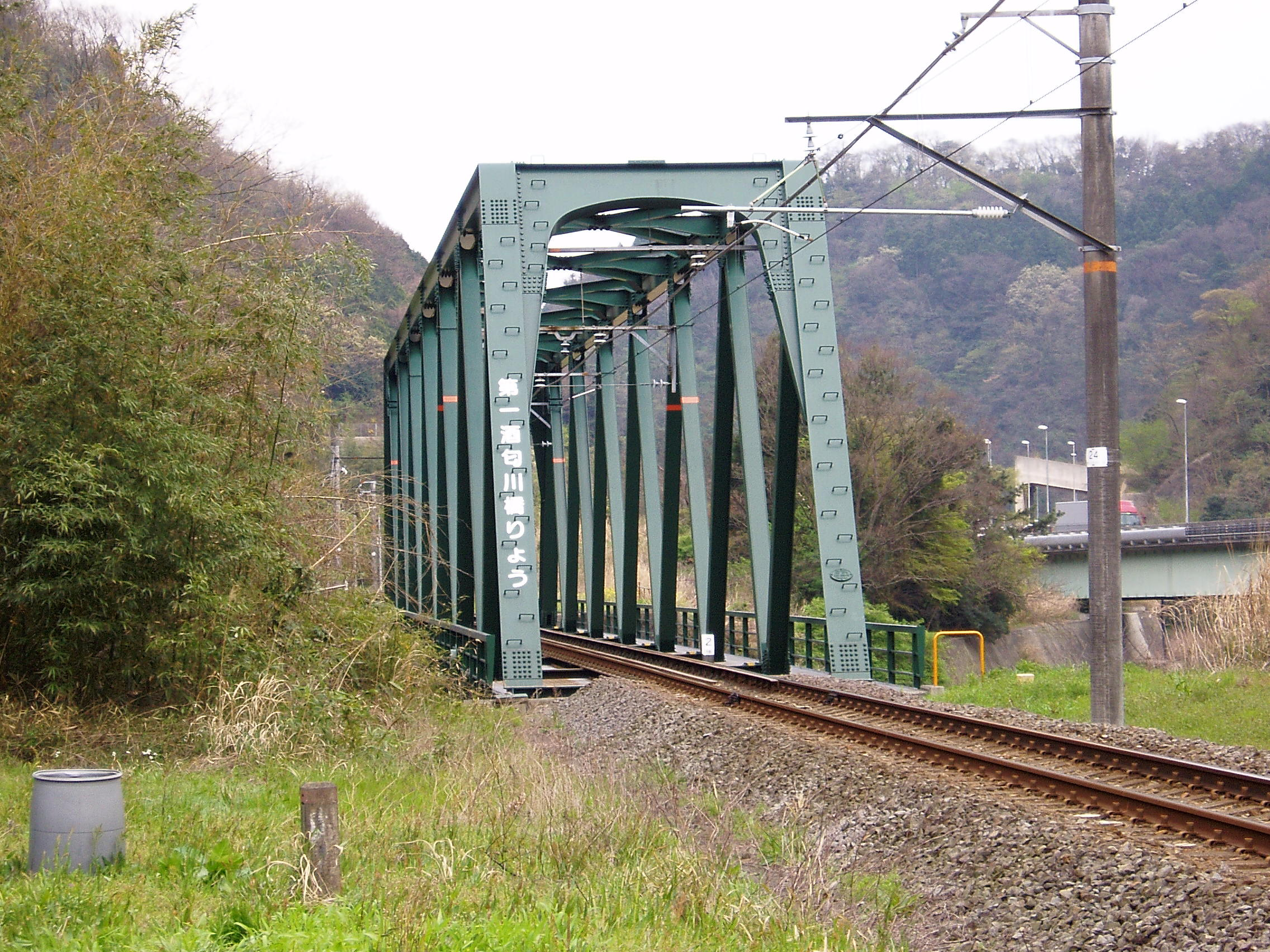
第一酒匂川橋梁（地上から）

#### 現在線（旧下り線）
本橋の形式は、上路式プレートガーダー橋・単純下路平行弦ワーレントラス橋である。現在のものは三代目に相当する。
- 1889年に東海道本線として単線で開通した当時は200フィート（約62メートル）のダブルワーレントラス橋であった。
- 1901年に、AアンドP・ロバーツ製の200フィート下路曲弦プラットトラス（クーパートラス）の新橋が開通。
- 1984年に、現在のものが開通。

#### 上り線（撤去済）
1901年に、上り線を増設する形で複線化された。
- 1901年に、AアンドP・ロバーツ製の200フィート下路曲弦プラットトラス（クーパートラス）が開通。
- 1944年に上り線廃止、単線化。トラス橋はそのまま存置され、のちに樽見線建設時に転用された。現在の揖斐川橋梁の6連のうち1連がそれであり、1953年に開通した。

### 第二酒匂川橋梁

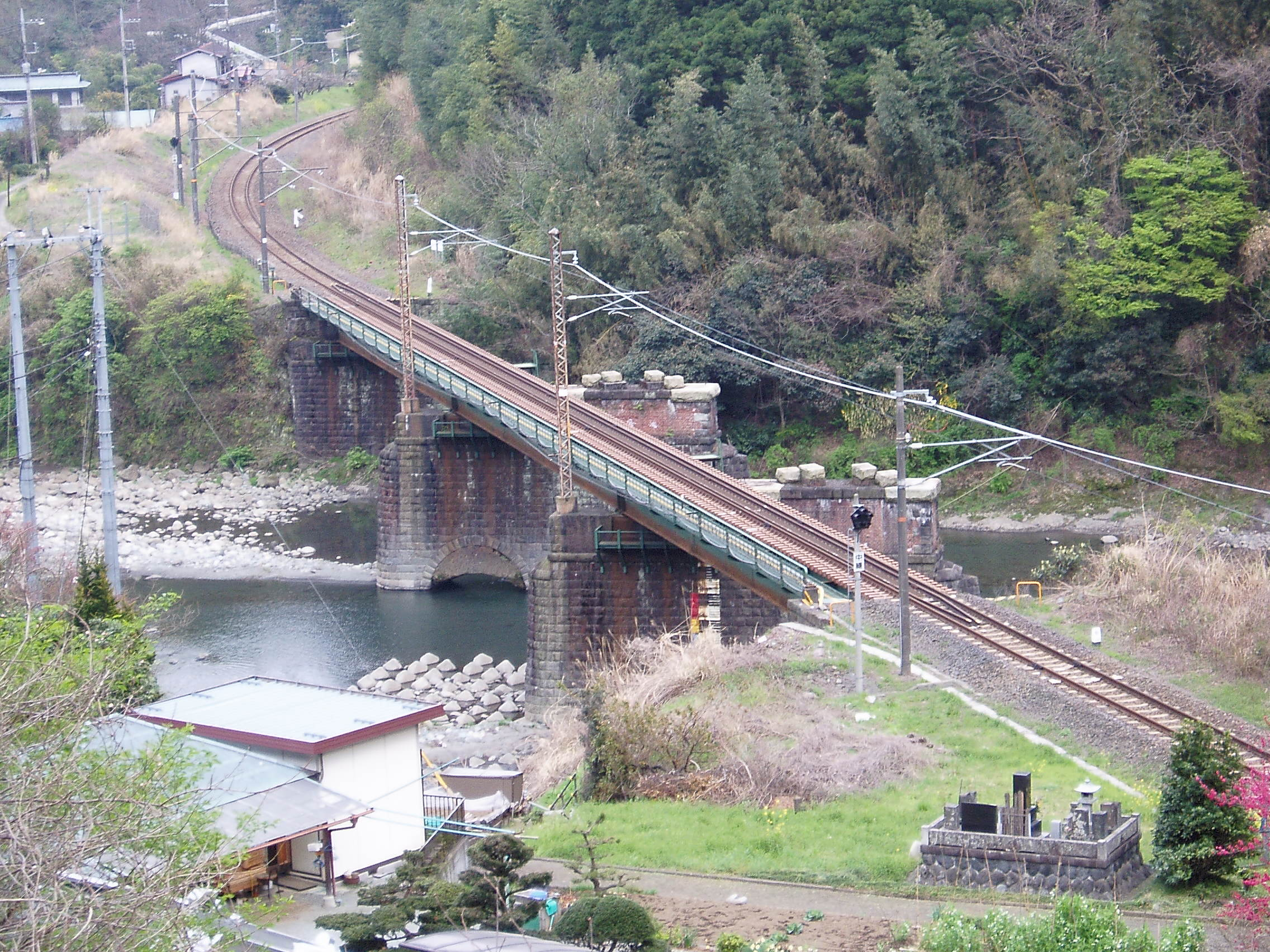
第二酒匂川橋梁

#### 現在線（旧下り線）
本橋の形式は、上路式プレートガーダー橋である。現在のものは三代目に相当する。
- 1889年に東海道本線として単線で開通した当時は100フィート（約31メートル）のポニーワーレントラス橋3連の、計300フィートの橋梁であった。この桁は錬鉄製であった。1916年撤去。
- 1915年に、東海道本線六郷川橋梁で使用されていた桁6連のうち3連を利用して架け替え、開通（残りの3連を使用して上り線を増設した。後述）。この桁は1875年にイギリスのハミルトンで製造された複線用トラス構体で、これを単線用に改造の上、転用した。
- 1965年に、現在の桁により開通。
- 本項で詳述している3橋の中で、本橋のみ開通当時の橋脚がそのまま使用されている。開通当時は複線だったため、当然のことながら橋脚も複線の幅であり、かつてこの線が東海道本線だったことを示す史跡ともいえる。

#### 上り線（撤去済）
1901年に、上り線を増設する形で複線化された。
- 1901年に、下り線同様、東海道本線六郷川橋梁で使用していた下路ポニーワーレントラス3連を利用して開通。
- 1944年に、上り線は廃止。トラス構体は博物館明治村・東海旅客鉄道三島研修センターにおいて保存されている。

### 第三酒匂川橋梁

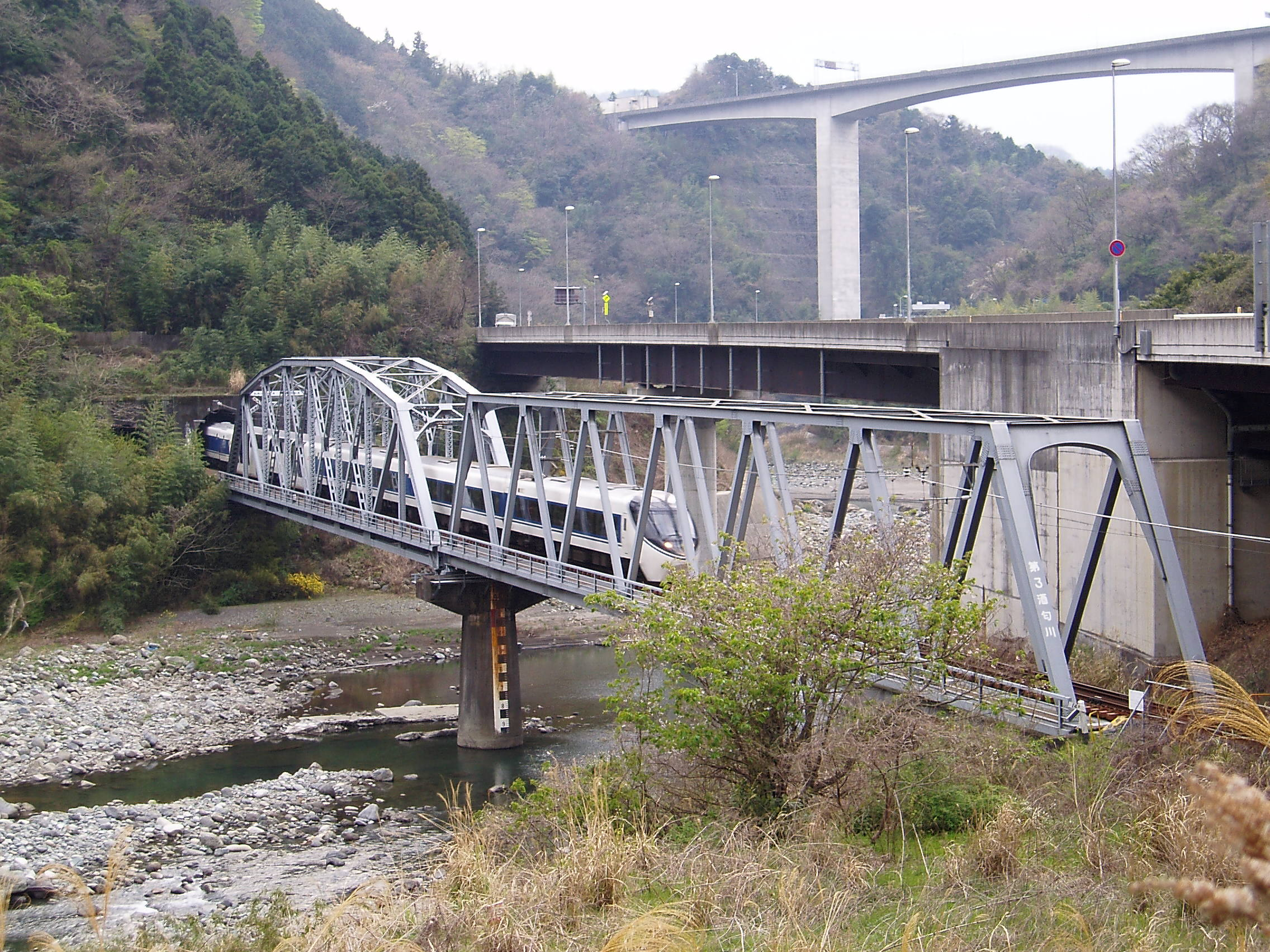
第三酒匂川橋梁

#### 現在線（旧下り線）
本橋の形式は、国府津方が単純下路平行弦ワーレントラス橋、沼津方が下路曲弦プラットトラス橋と異なっている。1972年の水害で当橋梁が流失した際に、他所からトラス構体を流用したためである。現在のものは四代目に相当する。
- 1889年に東海道本線として単線で開通した当時は国府津方が200フィートダブルワーレントラス橋、沼津方が100フィートのポニーワーレントラス橋であった。
- 1901年に、国府津方の200フィートダブルワーレントラス橋の桁をAアンドP・ロバーツ製200フィート下路曲弦プラットトラスに架け替え、開通。
- 1916年に、沼津方の100フィートポニーワーレントラス橋の桁を川崎造船所製の98フィート下路平行弦プラットトラス橋に架け替え、開通。
- 1967年に、旧上り線（後述）の線形を利用して、線路を腹付けで移設。国府津方の200フィートプラットトラスの隣に現在のものにつながる下路平行弦ワーレントラスを設置し、沼津方の98フィート下路平行弦プラットトラス橋は流用した。
- 1972年7月12日に、昭和47年7月豪雨で2連とも流失。
- 1973年5月28日に復旧。その際、国府津方には流失した下路平行弦ワーレントラスを引き上げ、修復して流用した。沼津方には東海道本線天竜川橋梁で使用停止のまま存置されていた横河橋梁製の下路曲弦プラットトラス桁をピン結合からリベット結合に修正するなどした上で流用した。これらのことにより、200フィート2連となった。なお、この曲弦プラットトラスの活荷重はE45という規格であり、これは当時、広軌への改軌の可能性を見込んで許容軸重4万5,000ポンド（約20.4トン）トンで設計されていた。銘板によれば、現在はKS-18となっている。

#### 上り線（撤去済）
1901年に、上り線を増設する形で複線化された。
- 1901年に、下り線に隣接して国府津方にA&P・ロバーツ製200フィート曲弦プラットトラス橋、沼津方に川崎造船所製100フィート平行弦ワーレントラス橋を設置、開通。
- 1944年に上り線廃止。そのまま存置され、2連とも樽見線に転用した。

## 諸元
第一酒匂川橋梁
- 種別 - 鋼鉄道橋
- 形式 - 上路式プレートガーダー・単純下路平行弦ワーレントラス
- 橋長 -
- 支間 -
- 線数 - 単線
- 活荷重 -
- 施主 - 日本国有鉄道
- 橋梁設計 -
- 橋桁製作 -

第二酒匂川橋梁
- 種別 - 鋼鉄道橋
- 形式 - 上路式プレートガーダー
- 橋長 -
- 支間 -
- 線数 - 単線
- 活荷重 -
- 施主 - 日本国有鉄道
- 橋梁設計 -
- 橋桁製作 -

第三酒匂川橋梁
- ※(1)は国府津方・(2)は沼津方
- 種別 - 鋼鉄道橋
- 形式 - 単純下路平行弦ワーレントラス(1)・単純下路曲弦プラットトラス(2)
- 橋長 - 127.4m
- 支間 - 62.4m(1)・62.5m(2)
- 線数 - 単線
- 活荷重 - KS18
- 施主 - 日本国有鉄道(1)・鉄道院(2)
- 橋梁設計 - 滝上工業(1)
- 橋桁製作 - 滝上工業(1)

## ロケ地
- 東宝SF特撮映画「地球防衛軍」(1957年）の作中　避難民が渡るシーンに使用
- 黒澤明「天国と地獄」(1963年)